# Bart de Graaff

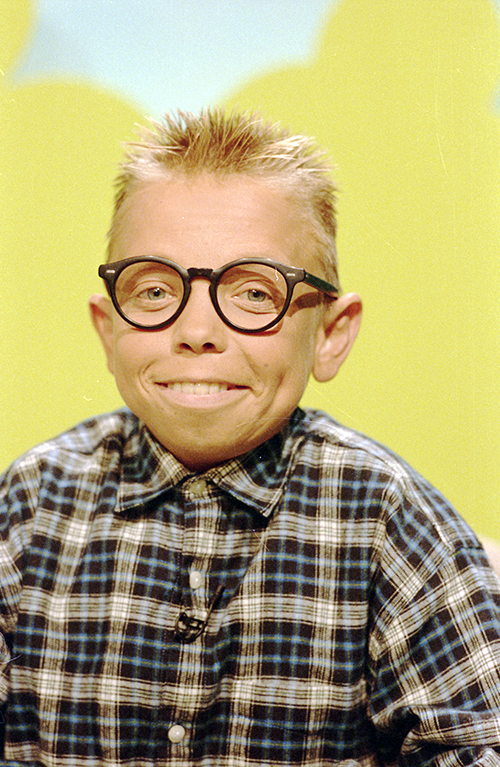
Bart de Graaff (1991)

Bart Frederikus de Graaff (ur. 16 kwietnia 1967 w Haarlemie, zm. 25 marca 2002 w Lejdzie) – holenderski prezenter telewizyjny, był założycielem i szefem stacji telewizyjnej BNN.
Zmarł w wieku 35 lat z powodu nowotworu nerki, po bezskutecznym rocznym oczekiwaniu na przeszczep.
1 czerwca 2007 telewizja BNN wyemitowała program De Grote Donorshow, którego celem było zwrócenie uwagi społeczeństwa na problem niedoboru organów do przeszczepiania i wydłużającą się w związku z tym listę oczekujących na operacje.